# John Greenwood
Pour les articles homonymes, voir John Greenwood (homonymie) et Greenwood.
John Greenwood (parfois crédité John D.H. Greenwood) est un compositeur britannique, né John Danforth Herman Greenwood à Londres (Angleterre) le 26 juin 1889, décédé à Ditchling (Sussex, Angleterre) le 15 avril 1975.

## Biographie
Avec ses père et mère, tous deux musiciens, il étudie le piano et l'alto, avant de poursuivre son apprentissage de la musique au Royal College of Music de Londres, à partir de 1907. Là, il étudie la composition auprès de Charles Villiers Stanford, ainsi que l'alto et le cor. Dans les années 1910, il commence à composer des œuvres de musique "classique" et, de plus, écrit des musiques de films à partir de 1929.
On lui doit des pièces pour piano, de la musique de chambre, des œuvres pour orchestre (dont deux symphonies et des musiques de ballet), des compositions chorales ou pour voix soliste(s) (dont un opéra), ainsi que les partitions pour trente-six films britanniques, le dernier en 1953.
En 1988, son fils Michael Greenwood fait donation des manuscrits du compositeur à l'Université McMaster de Hamilton (Ontario, Canada). Déposés à la bibliothèque, ils y sont librement consultables (voir rubrique "Liens externes" ci-dessous).

## Compositions "classiques"
(sélection)
Pièces pour piano
- 1924 : Quatre préludes ;
- 1929 : The House that Jack built, cycle de danses pour enfants ;
- 1934 : Sonate n° 1 ;
- 1938 : Sonate n° 2 ;
- 1969 : Theme and Variations ;
- 1970 : Sonate n° 3.

Musique de chambre
- 1931 : Sonate n° 1 pour violon et piano ;
- 1928 : Quatuor à cordes n° 2 ;
- 1939 : Sonatine pour flûte et piano ;
- 1940 : Quintette avec piano ;
- 1962 : Sonate n° 2 pour violon et piano.

Œuvres pour orchestre
- 1917 : The Silver Harlequin (sous-titre : A Fantasy of Humility), suite de ballet ;
- 1935 : Symphonie n° 1 ;
- 1936 : Salute to Gustav Holst ;
- 1938 : Alice in Wonderland, suite ;
- 1940 : Hullaballoo-Belay, avec piano ;
- 1942 : Pastoral 'Autumns Landscape'  pour flûte, hautbois et petit orchestre ;
- 1947 : Symphonie n° 2 ;
- 1953 : Picadilly, suite de ballet ;
- 1958 : Buonarotti, mouvement symphonique ;
- 1969 : Theme and Variations, avec trompette (+ transcription pour piano seul, même année).

Œuvres chorales
- 1932 : Psalm 150 'Praise Ye the Lord' , pour chœurs et orchestre ; Magnificat, pour chœurs a cappella ;
- 1933 : Nunc Dimittis, pour chœurs a cappella ;
- 1953 : The Lords Prayer et The Beatitudes, pour chœurs a cappella ;
- 1969 : Anthem O Lord support us all the Day long, pour chœurs et orgue.

Œuvres pour voix soliste(s)
- 1909 : La Belle Dame Sans Mercie (titre original), pour ténor et orchestre ;
- 1911 : Tramp Songs, cycle pour voix et piano ;
- 1913 : Pippa Passes, pour voix et piano ;
- 1919 : Asano's Song, pour voix, hautbois et alto ;
- 1930 : The 23rd Psalm, pour voix et piano (ou harpe) ;
- 1935 : The Keys of Stormcrost, opéra en deux actes pour solistes et orchestre.

## Musiques de films
- 1929 : To What Red Hell d'Edwin Greenwood
- 1930 : At the Villa Rose de Leslie S. Hiscott
- 1931 : The Sleeping Cardinal de Leslie S. Hiscott
- 1931 : Stranglehold de Henry Edwards
- 1931 : Alibi de Leslie S. Hiscott
- 1932 : After Office Hours de Thomas Bentley
- 1933 : Tessa, la nymphe au cœur fidèle (The Constant Nymph) de Basil Dean
- 1934 : L'Homme d'Aran (Man of Aran) de Robert Flaherty
- 1935 : The Invader d'Adrian Brunel
- 1937 : Elephant Boy de Robert Flaherty et Zoltan Korda
- 1938 : Prison without Bars de Brian Desmond Hurst
- 1938 : Alerte aux Indes (The Drum) de Zoltan Korda
- 1940 : Vingt-et-un jours ensemble (21 Days) de Basil Dean
- 1940 : Espionne à bord (Contraband) de Michael Powell
- 1941 : Monsieur Smith agent secret ( 'Pimpernel' Smith) de Leslie Howard
- 1943 : Nine Men de Harry Watt
- 1943 : Femmes en mission (The Gentle Sex) de Leslie Howard et Maurice Elvey
- 1943 : Combat éternel (The Lamp still burns) de Maurice Elvey
- 1943 : Le Navire en feu (San Demetrio London) de Charles Frend et Robert Hamer
- 1944 : Men of Rochdale de Compton Bennett
- 1945 : The Agitator de John Harlow
- 1945 : Painted Boats de Charles Crichton
- 1946 : They knews Mr. Knight de Norman Walker
- 1947 : Hungry Hill de Brian Desmond Hurst
- 1947 : Frieda de Basil Dearden
- 1947 : Maintenant, on peut le dire (School for Danger) de Teddy Baird
- 1948 : Broken Journey de Ken Annakin et Michael C. Chorlton
- 1948 : Quartet, film à sketches de Ken Annakin, Arthur Crabtree, Harold French et Ralph Smart
- 1949 : La Dernière Barricade (Eureka Stockade) de Harry Watt
- 1949 : The Last Days of Dolwyn de Russell Lloyd et Emlyn Williams
- 1949 : The Lost People de Muriel Box et Bernard Knowles
- 1950 : Family Portrait de Humphrey Jennings
- 1950 : Trio de Ken Annakin et Harold French
- 1951 : Jezebel (Another Man's Poison) d'Irving Rapper
- 1952 : Un si noble tueur (The Gentle Gunman) de Basil Dearden
- 1953 : Grand National Night de Bob McNaught